# Dariusz Kofnyt
Dariusz Kofnyt (ur. 28 października 1964 w Poznaniu) – polski piłkarz, pomocnik.
Swoją przygodę klubową rozpoczął w 1983 w rodzinnym mieście występując w Lechu, z którym był już związany do końca swojej kariery, która trwała 11 lat (do 1995). W czasie swojego pobytu w "Kolejorzu" rozegrał 199 meczów w I lidze i strzelił 1 bramkę w sezonie 1989/90. Razem z poznańską drużyną zdobył cztery tytuły Mistrza Polski, dwa Puchary Polski i Superpuchary Polski.